# Villa guttapennis
Villa guttapennis är en tvåvingeart som beskrevs av Hall 1976. Villa guttapennis ingår i släktet Villa och familjen svävflugor. Inga underarter finns listade i Catalogue of Life.